# Péter Horváth (Betriebswirt)

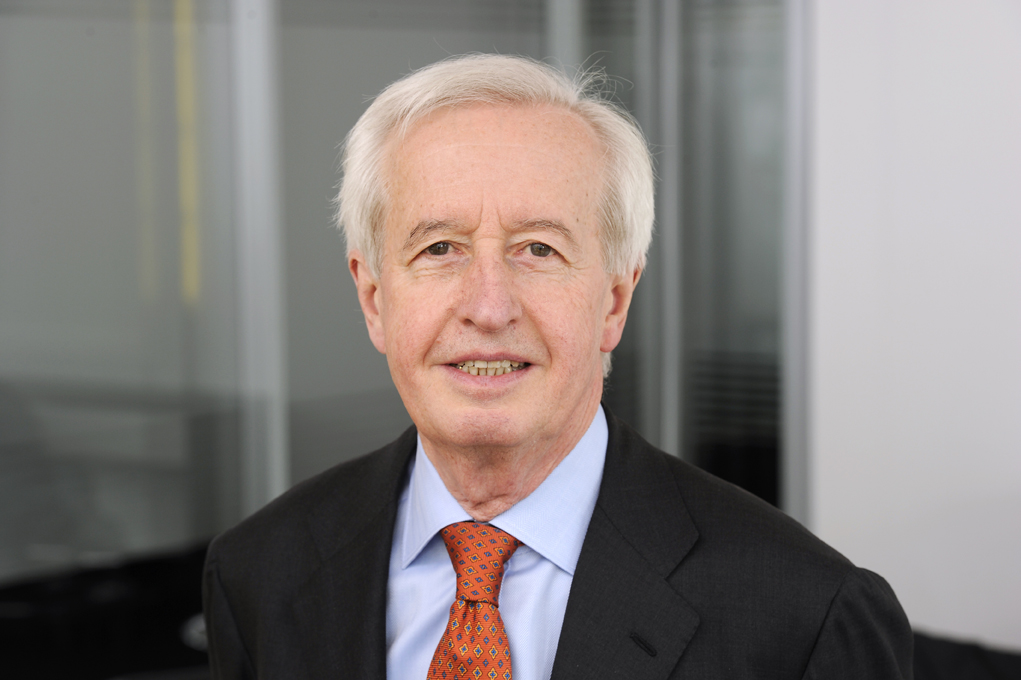
Péter Horváth (2010)

Péter Horváth (* 3. Februar 1937 in Sopron, Ungarn; † 4. Juni 2022 in Stuttgart) war ein deutscher Wirtschaftsingenieur. Er gilt als Mitbegründer der betriebswirtschaftlichen Wissenschaftsdisziplin Controlling, hatte zwei Universitätsprofessuren u. a. für Controlling inne und war Gründer und Aufsichtsratsvorsitzender der Managementberatungsgesellschaft Horváth & Partners. 
1973 baute Horváth den ersten Lehrstuhl für Controlling in Deutschland am Institut für Betriebswirtschaftslehre der Technischen Universität Darmstadt auf. Anschließend war er Inhaber des Lehrstuhls für Allgemeine Betriebswirtschaftslehre (ABWL) und Controlling an der Universität Stuttgart. Sein Buch Controlling gilt als Standardlehrbuch für diese Wissenschaftsdisziplin. 

## Leben
Horváth überquerte am Ende des Ungarischen Volksaufstands am 9. November 1956 die grüne Grenze nach Österreich und wanderte nach Deutschland aus. Er studierte von 1957 bis 1961 Maschinenbau an der RWTH Aachen und arbeitete danach bis 1963 bei der Siemens AG in München. Von 1963 bis 1965 studierte er Wirtschaftsingenieurwesen an der TU München, wo er bei Karl Ferdinand Bussmann im Jahr 1969 auch promoviert wurde und sich 1973 habilitierte.
An der TU Darmstadt baute er 1973 den ersten Lehrstuhl für Controlling in Deutschland am Institut für Betriebswirtschaftslehre auf. 1981 wechselte Horváth an die Universität Stuttgart und war bis zu seiner Emeritierung im März 2005 dort Lehrstuhlinhaber für Allgemeine Betriebswirtschaftslehre und Controlling. Von 1986 bis 1988 war er dort Dekan der Fakultät Geschichts-, Sozial- und Wirtschaftswissenschaften. Er führte seine Forschungstätigkeit als stellvertretender Aufsichtsratsvorsitzender des 2003 in Stuttgart von ihm gegründeten International Performance Research Institute (gGmbH) fort.
Auslandserfahrungen sammelte Horváth zwischen 1983 und 1993 als Gastprofessor in New York, Wien, São Paulo und Shanghai. Im Jahr 2006 wurde er von der Corvinus-Universität Budapest und der European Business School in Oestrich-Winkel zum Ehrendoktor ernannt. 2011 verlieh ihm die Westungarische Universität in seiner Geburtsstadt Sopron ebenfalls einen Ehrendoktortitel. 2014 wurde Horváth von der Universität Tartu in Estland die Ehrendoktorwürde verliehen. Ab 2014 war Horvath Ehrensenator der Universität Ulm.
Im Jahr 1989 war Horváth einer der Gründer der Fachzeitschrift Controlling.
Er war Autor von Lehrbüchern – vor allem des Themengebiets Controlling. Sein Buch Controlling gilt als Standardlehrbuch und liegt mittlerweile in der 14. Auflage vor, die erste Auflage erschien 1979.
Er war Mitgründer (1981), von 1989 bis 2001 Geschäftsführer und von 2001 bis 2014 Aufsichtsratsvorsitzender der Managementberatungsgesellschaft Horváth & Partners. Bis zu seinem Tod fungierte er als stellvertretender Aufsichtsratsvorsitzender von deren Holding-Gesellschaft Horváth AG.
Péter Horváth führte unter anderem die Balanced Scorecard, die Prozesskostenrechnung und das Target Costing in Deutschland ein und entwickelte diese Verfahren – insbesondere durch Anpassung auf die deutschen Gegebenheiten im Controlling – weiter. Bis zu seiner Emeritierung 2005 galt der Stuttgarter Lehrstuhl von Horváth als ein führender Controlling-Lehrstuhl in Deutschland in Bezug auf die betriebswirtschaftliche Forschung und durch die enge Zusammenarbeit mit der Praxis auch hinsichtlich der anwendungsorientierten Methodenlehre. Zu seinen Schülern gehörten u. a. Joachim Weber (DHBW Stuttgart), Werner Seidenschwarz (TU München), Ronald Gleich (Frankfurt School of Finance & Management), Klaus Möller (Universität St. Gallen) und Mischa Seiter (Universität Ulm). Sein Nachfolger auf dem Lehrstuhl Controlling der Universität Stuttgart ist Burkhard Pedell (Habilitand von Hans-Ulrich Küpper an der LMU München).
Neben Tätigkeiten in Forschung/Lehre, Beratung und Mandaten in verschiedenen Gremien in der Wirtschaft engagierte sich Horváth auch außeruniversitär für die Aus- und Weiterbildung von Controllern, z. B. durch das Stuttgarter Controller Forum, das 2016 zum 30. Mal stattfand.
Seine Péter Horváth-Stiftung (2001) vergibt seit 2009 den mit 25.000 Euro dotierten Péter Horváth-Controllingpreis „für herausragende wissenschaftliche Arbeiten zur praxisorientierten Betriebswirtschaftslehre auf dem Gebiet des Controllings“. Seit 2011 vergibt die Stiftung auch einen mit 10.000 Euro dotierten Preis an Unternehmen mit vorbildlichen Green-Controlling-Lösungen. 2013 wurde die Péter Horvath-Stiftungsprofessur für betriebswirtschaftliches Informationsmanagement an der Universität Ulm eingerichtet, die derzeit (2022) Mathias Klier leitet.
Des Weiteren setzte sich Horváth als Stiftungsvorstand für die Förderung der zeitgenössischen und der modernen Bildenden Kunst sowie im Bereich der Völkerverständigung für die Förderung der Beziehungen zwischen Deutschland und Ungarn ein. Er erhielt 2006 die Auszeichnung Pro Cultura Hungarica sowie 2014 den ungarischen Verdienstorden.
Ab 2013 war Péter Horváth Ehrenmitglied des Internationalen Controller Vereins (ICV).

## Monografien
- Betriebliche Entscheidungen als Teile eines Lernprozesses (Diss. an der TU München, Meisenheim am Glan 1971).
- mit Hans-Thomas Schäfer: Prüfung bei automatisierter Datenverarbeitung, Berlin 1972 (2. Auflage 1983).
- mit Jörg Bottler und Herbert Kargl: Methoden der Wirtschaftlichkeitsberechnung für die Datenverarbeitung, München 1972
- mit Herbert Kargl und Heiner Müller-Merbach: Controlling und automatisierte Datenverarbeitung, Wiesbaden 1975, ISBN 978-3-409-30151-0.
- Betriebswirtschaftliche Steuerlehre und Steuerreform (Habil.-Schr. an der TU München, Meisenheim am Glan 1975).
- mit Dieter Beschorner und Jürgen Eichhorn: Handelsbilanz – Steuerbilanz. Eine programmierte Unterweisung, Wiesbaden 1976, ISBN 978-3-409-16151-0.
- mit Peter Gaydoul und Hans-Thomas Schäfer: Deckungsbeitragsrechnung. Eine programmierte Unterweisung, Wiesbaden 1977, ISBN 978-3-409-26041-1.
- mit Hinrich Bonin, Peter Gaydoul und Dieter Gryselka: Einführung in die doppelte Buchführung. Eine programmierte Unterweisung, Wiesbaden 1978, ISBN 3-409-10071-7
- mit Peter Gaydoul und Wilhelm Hagen: Planung, Kontrolle und Rechnungswesen. Auswertung einer empirischen Untersuchung, Frankfurt am Main 1978
- Controlling, München 1979 (ab 13. Auflage 2015 zusammen mit Ronald  Gleich und Mischa Seiter, zuletzt: 14. Auflage 2020), ISBN 978-3-8006-5869-5
- mit Manfred Petsch und Michael Weihe: Standard-Anwendungssoftware für die Finanzbuchhaltung und die Kosten- und Leistungsrechnung, München 1983 (2. Auflage 1986)
- Das Controllingkonzept. Der Weg zu einem wirkungsvollen Controllingsystem, München 1991 (ab 2. Aufl. 1995 Horváth & Partners, zuletzt: 8. Auflage 2016), ISBN 978-3-406-69192-8.
- mit Ronald Gleich und Mischa Seiter: Controlling. 10 Fallstudien aus der Unternehmenspraxis, München 2017, ISBN 978-3-8006-5368-3